# Quốc kỳ Uruguay
Quốc kỳ Uruguay (tiếng Tây Ban Nha: Bandera de Uruguay), gồm 9 dải màu nằm ngang bằng nhau xen kẽ hai màu xanh lam và trắng. Góc trên bên trái lá cờ có hình tháng 5, Mặt trời.